# 周曉涵
周曉涵（英語：Amanda Chou，1984年8月8日—），台灣女演員，多曼尼經紀公司旗下成員，有超人氣網路美少女、逢甲大學校花等稱號。在最早期網路相簿"TaipeiLink"（台北林克）是唯一戴黑框眼鏡的網路美少女。

## 經歷
2004年9月11日參加中視《我猜我猜我猜猜猜》之「超人氣！網路美少女」單元，因戴黑框眼鏡受到主持人吳宗憲特別訪問與更多關注。之後接拍多部廣告如：中華電信廣告、隱形眼鏡廣告、思薇爾撩波內衣廣告，擔任男人幫FHM封面人物、GQ生活網雜誌封面人物。
在21歲時曾經出過車禍，差一點毀容，在親朋好友的支持與鼓勵下走出傷痛與折磨。

## 演出作品

### 劇集
| 年份             | 頻道                         | 劇名                    | 飾演           |
| 2006年           | 華視                         | 白袍之戀                | 小艾           |
| 2007年           | 華視、八大綜合台             | 至尊玻璃鞋              | 蔡可兒         |
| 2007年           | 中視、八大綜合台             | 18禁不禁                | 梁蓓君         |
| 2008年           | 衛視中文台                   | 黑糖群俠傳              | 天山童荖       |
| 2008年           | 華視                         | 三明治先生              | 孫嘉琳         |
| 2009年           | 華視、八大綜合台             | 敲敲愛上你              | 小步           |
| 2010年           | 公視                         | 我的這一班              | 周雅琪         |
| 2010年           | 中視、八大綜合台             | 就想賴著妳              | 徐雁玲         |
| 2011年           | 中視                         | 我和我的兄弟·恩         | 芬妮(Tiffany)  |
| 2011年           | 台視                         | 我的完美男人            | 阿追           |
| 2011年           | 安徽衛視、深圳衛視           | 命運交響曲              | 劉芸希         |
| 中視、八大綜合台 | 智勝鮮師                     | 蔡淑菲、淑妃            |                |
| 2013年           | 三立都會台、東森綜合台       | 兩個爸爸                | 江映帆         |
| 2013年           | 湖南衛視                     | 璀璨人生                | 劉小蕙         |
| 2013年           | 三立都會台、東森綜合台       | 有愛一家人              | 張茵茵         |
| 2014年           | 公視                         | 湊陣                    | 陳秋分         |
| 2014年           | 浙江衛視、中視、八大綜合台   | 上流俗女                | 涵涵           |
| 2014年           | 台視、三立都會台、東森戲劇台 | 再說一次我願意          | 梁嫚妮         |
| 2014年           | 三立都會台、東森綜合台       | 媽咪的男朋友            | Rima           |
| 2015年           | 三立都會台、東森綜合台       | 料理高校生              | 姚心媞         |
| 2015年           | 台視、三立都會台             | 愛上哥們                | 范小菁         |
| 2016年           | 台視、東森綜合台             | 我和我的十七歲          | 白舒蕾         |
| 2016年           | 台視、東森綜合台             | 必勝練習生              | 周小姐         |
| 2017年           | 優酷                         | 我的狐仙老婆            | 馬藝璇         |
| 2017年           | 台視、東森綜合台             | 獅子王強大              | 汪薔薇         |
| 2018年           | 台視、三立都會台             | 高校英雄傳              | 陸大翔的前女友 |
| 2018年           | 優酷                         | 武大的小姐姐們          | 西施           |
| 2019年           | 三立都會台                   | 必勝大丈夫              | 黃天嵐         |
| 2020年           | 台視、三立都會台             | 天巡者                  | 秦廣王         |
| 2022年           | TVBS歡樂台                   | 機智校園生活            | 伍佳麗         |
| 2022年           | TVBS歡樂台                   | 機智校園生活-青春萬歲   | 伍佳麗         |
| 2022年           | TVBS歡樂台                   | 機智校園生活-必勝高三生 | 伍佳麗         |
| 2022年           | TVBS歡樂台                   | 加油喜事                | 林曼柔         |
| 2024年           | 民視、三立台灣台             | 商魂                    | 黃明秋         |
| 2025年           | 公視                         | 郵票與舒芙蕾            |                |
| 2025年           | 民視                         | 好運來                  |                |

### 長篇電影
| 上映日期 | 片名           | 角色     | 性質   |
| 2018年   | 鬥魚           | 火炬女神 | 客串   |
| 2018年   | 艋舺之江湖再現 | 馬喬安   | 女主角 |
| 2019年   | 灼人祕密       | 2號      | 客串   |

### 短篇電影
| 上映日期 | 片名                                   | 角色     | 性質   |
| 2024年   | 《遊戲開始》之數學篇《The Prime Test》 | 數學老師 | 女配角 |
| 2024年   | 《我的老師首部曲：燈塔水母的秘密》     |          | 女配角 |

## MV拍攝
- 2010年，江明娟「海，是你」（收錄在江明娟專輯《無論如何都愛你》）

## 寫真集
| 發行日期      | 書名              | 出版社   | ISBN          |
| 2017年9月18日 | BE MINE，be yours | 水靈文創 | 9789869535724 |

## 網路票選
- 2013年至2016年東森ETtoday電眼女神冠軍。
- 2016年第5屆內衣品牌最愛代言人票選活動冠軍。
- 2016年百大美女票選排行第10名。

## 外部連結
- 周曉涵的Facebook專頁
- 周曉涵Amanda的新浪微博
- 周曉涵的Instagram帳戶
- 周曉涵在豆瓣上的资料（简体中文）
- 周曉涵在时光网上的簡介（简体中文）